# فرودگاه هولا
فرودگاه هولا (به انگلیسی: Hola Airport) یک فرودگاه همگانی، غیرنظامی با کد یاتا HOA است که یک باند فرود سنگفرش دارد و طول باند آن ۸۸۰ متر است. این فرودگاه در کشور کنیا قرار دارد و در ارتفاع ۵۹ متری از سطح دریا واقع شده‌است.